# KFF Partizani Tirana
Maillots
Le KFF Partizani Tirana est un club albanais de football féminin basé à Tirana.
Le club est fondé en 2020 sous le nom de Klubi i Futbollit i Femrave Partizani Tirana (en français : Club de football féminin Partizani Tirana)

## Palmarès
- Championnat d'Albanie
  - Vice-champion (1) : 2025.
- Coupe d'Albanie
  - Finaliste (1) : 2024.